# Juozas-Miltinis-Gymnasium Panevėžys

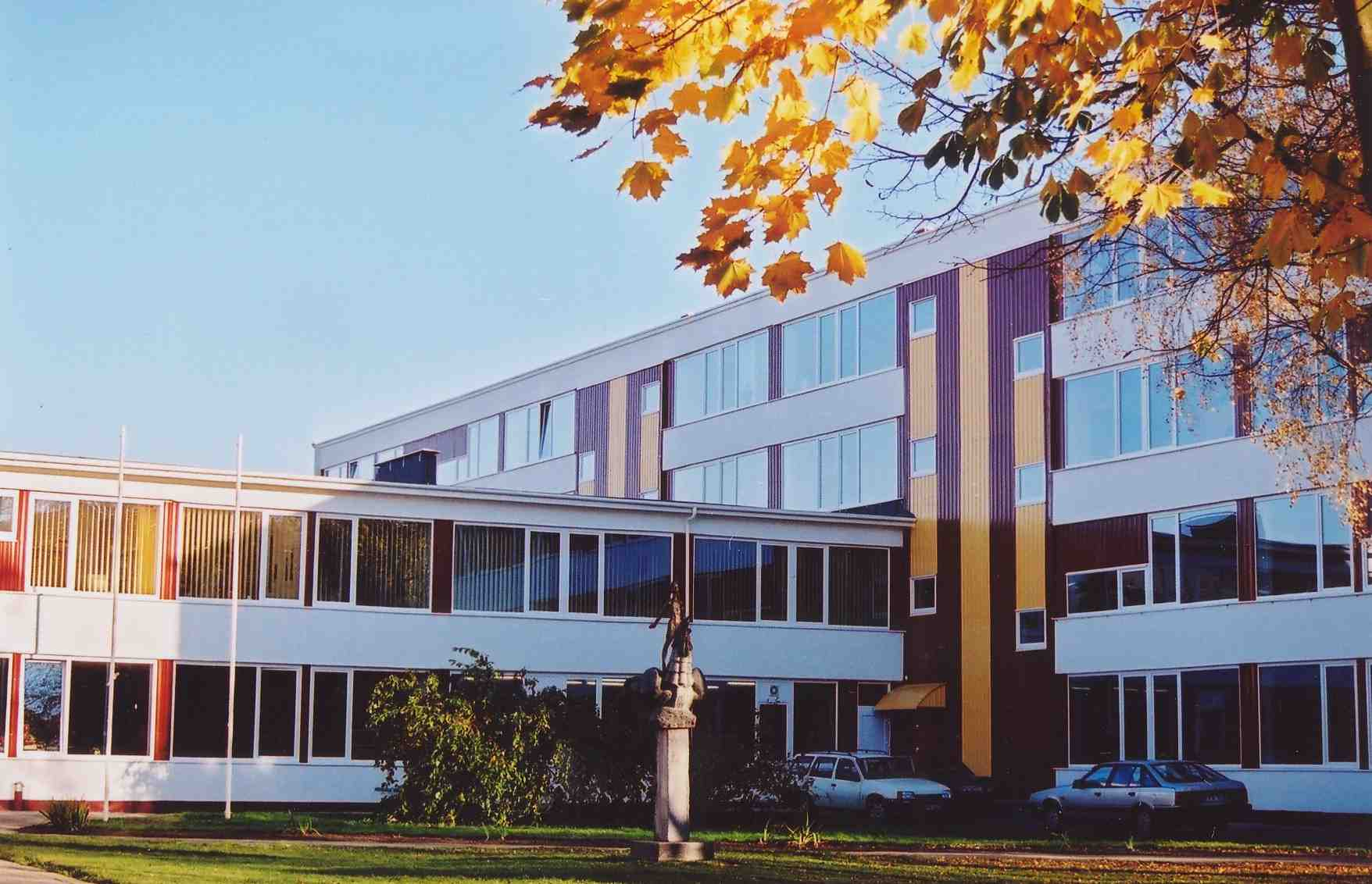
Gymnasium

Das Juozas-Milltinis-Gymnasium Panevėžys (litauisch Panevėžio Juozo Miltinio gimnazija) ist ein Gymnasium in Panevėžys, Oberlitauen. Es ist eine Schule mit besonderem Bildungsschwerpunkt im Unterrichtsfach Theater, hier arbeiten 5 Theaterlehrer. Das Gymnasium trägt den Namen von Juozas Miltinis (1907–1994), des Theaterregisseurs und Gründers eines Dramatheaters in Panevėžys. Die Fremdsprachen wie Englisch, Deutsch, Französisch und Russisch werden unterrichtet. Im September 2024 gab es 90 Mitarbeiter.

## Geschichte
Die 7. Sekundarschule Panevėžys wurde am 16. Oktober 1967 in Sowjetlitauen gegründet. Die Schule wurde an der Kreuzung der Aukštaičių- und Ramygala-Straße eröffnet, einem der ältesten Stadtteile, in dem in der Zwischenkriegszeit Menschen verschiedener Nationalitäten (Litauer, Polen, Juden, Karaiten) lebten. Ein paar Häuser von der heutigen Schule entfernt, in Richtung Stadtzentrum, gab es eine jüdische Schule (heute eine Volkshochschule) und eine Synagoge. Vor der Schule befand sich bis 1970 ein karaitischer Tempel, eine Kenesa. Zwischen 1960 und 1970 wurde um die Schule herum ein großer Bereich mit Stahlbetonhäusern gebaut.
Am 24. Februar 1995 wurde der Titel von Juozas Miltinis, dem Gründer und Direktor des Panevėžys-Dramatheaters, Träger des Gediminas-Ordens und Ehrenbürger von Panevėžys verliehen. Seit 1992 wird der Theaterunterricht in den Bildungsprozess integriert, was zu Aufführungen, Aktionen, Dokumentar- und Spielfilmen führt. Die Schüler nehmen am nationalen Schultheaterfestival teil und feiern den Tag des Theaters jedes Jahr. Das Gymnasium arbeitet mit dem Juozas-Miltinis-Dramatheater in Panevėžys zusammen.
Seit 1996 organisiert die Schule den nationalen Wettbewerb für junge Dramatiker. 1998 wurde der Litauische Theaterlehrerverband gegründet, dessen Sitz sich im  Gymnasium befindet. Am 26. März 2010 wurde der Schule der Status eines Gymnasiums verliehen. 

## Schüler
- Gintaras Šileikis (* 1960), Politiker, Seimas-Mitglied, Vizebürgermeister von Panevėžys